# Трьоханастасіївська церква
Трьох-Анастасіївська церква — православна церква (УПЦ) в місті Глухів. Наразі Трьох-Анастасіївська церква є найбільшим храмом Глухова.
Адреса: вул. Спаська, 2

## Опис
За архітектурою церква дуже нагадує Володимирський собор у Києві. Куполи храму напівсферичні та приплюснуті. Центральний барабан багатовіконний. Кутові барабани повторюють форму центрального, але мають наскрізні дзвіниці.
Храм має великий кубічний об'єм з високими вікнами та тісно заставлений зверху п'ятьма куполами. Церква збудована в неовізантійському стилі. Інтер'єр церкви заповнений світлом. Іконостас Анастасіївського храму виготовлений з білого італійського мармуру. Стіни майстерно розписані братами Олександром та Павлом Сведомськими.
Передвівтарна перегорожа з сірого мармуру виконана за кресленнями Олександра Івановича Мурашки.

## З історії храму

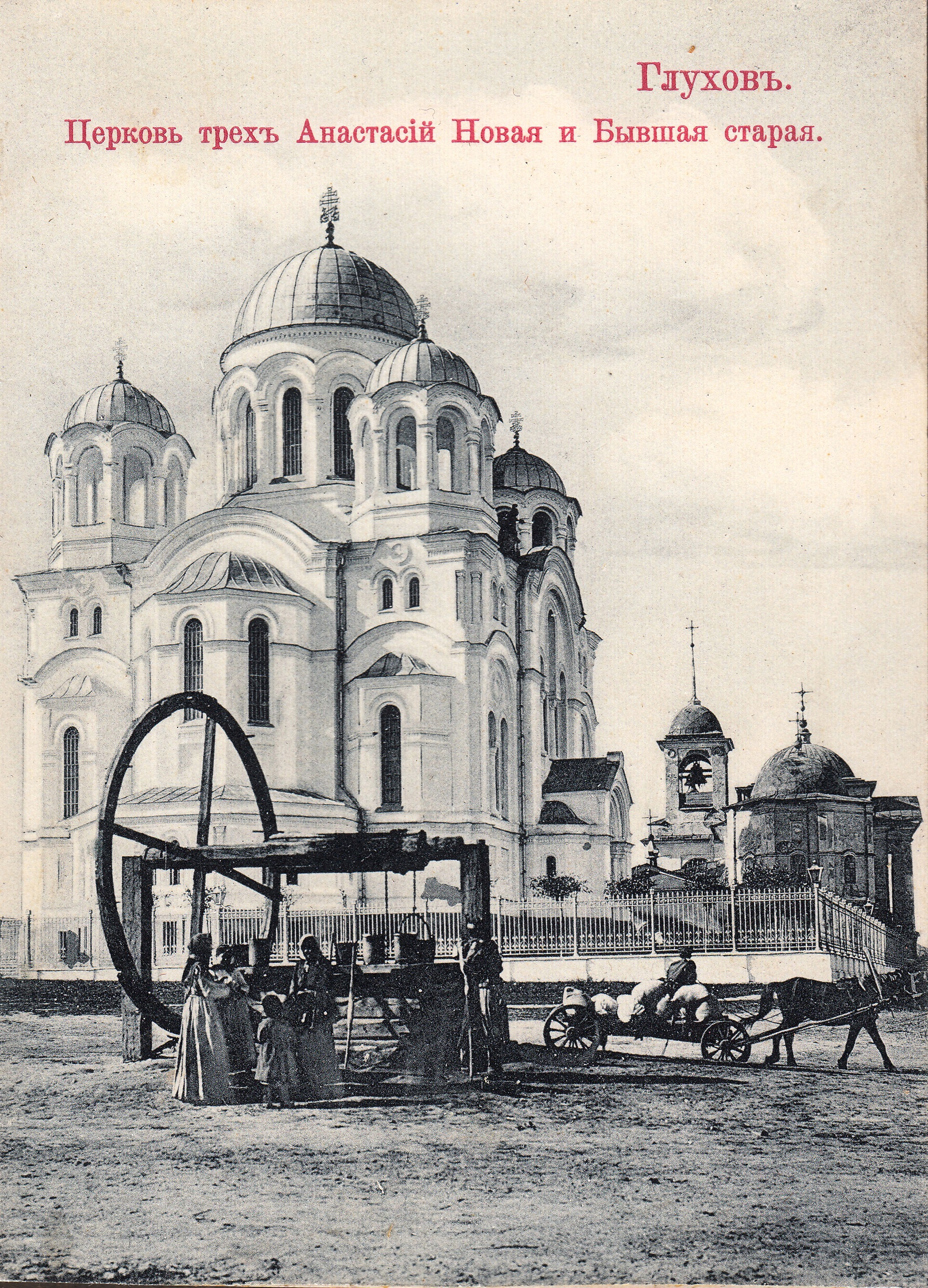
Нова (передній план) та стара (задній план) Трьоханастасіївські церкви

Першу муровану Анастасіївську церкву було збудовано на місці погорілого дерев'яного Воскресенського храму, у південно-східному куті загальноміської фортеці в 1717 році. Кошти на будівництво церкви були надані гетьманшою Скоропадською Анастасією Марківною. Храм будувався за зразком Іллінської церкви у Суботові, тому повторював її майже в усіх архітектурних елементах.
У 1784 році церква потерпіла від пожежі. Повністю її відбудували лише у 1816 році. Після цієї реконструкції храм набув нових класицистичних форм.
А згодом через те, що будівля була невеликою, церкву приєднали до Троїцького собору, після чого в Анастасіївському храмі перестали відправляти служби. Проте 1846 року глухівський купець А. Я. Терещенко почав за власні кошти утримувати церкву і служби у ній відновилися.
У 1861 і 1872 роках завдяки тому ж Артему Яковичу було влаштовано вівтар Воскресіння Хрестового та прибудовано вівтар св. Артемія.
1884 року чернігівське губернське правління затвердило постанову про новий проект Трьох-Анастасіївської церкви, спроектований санкт-петербургським академіком архітектури Андрієм Гуном.
Будівництво нового Анастасіївського храму розпочалося через рік, у 1885 році. Кошти на побудову виділяли брати Микола, Семен та Федір Артемович Терещенки. Завдяки їхньому фінансовому втручанню будівля церкви була побудовано за досить швидкий час і вже у 1893 році освячена.
21 травня 1894 року брати звернулися до Святійшого синоду з проханням дозволити їм знести стару Трьох-Анастасіївську церкву, мотивуючи це тим, що споруда настільки занедбана, що вже не підлягає ремонту. Невдовзі спеціальна експертна комісія професорів з Київської духовної академії дала дозвіл на знесення і 2 січня 1895 року Святійший синод підтвердив це своїм указом. Гетьманський храм був розібраний протягом 1895 — 1897 р.р. На його місці спорудили каплицю, яку у 1950-их роках знищили комуністи.
Під час Другої світової війни центральний купол храму був зруйнований. Після закінчення війни його відбудували, а у змінених формах (еліпсоїдну баню замінили на сплющену сферичну, також було зменшено висоту і розміри підбанника). Під час реставрації та ремонту Трьох-Анастасіївської церкви було замінено православні хрести, які були виготовлені за кресленнями Андрія Гуна, на католицькі.
Ще одним цікавим фактом є те, що в церкві розташований фамільний склеп Терещенків. Тут поховані Артем Якович Терещенко, його дружина Єфросинія Григорівна, Федір Артемович та Микола (Нікола) Артемович. В роки революції склеп був пограбований, а поховальні плити з нього розбиті. В роки незалежної України поховання знову освячені та упорядковані.
У 2007 році Трьох-Анастасіївська церква висувалася Глуховом на всеукраїнський конкурс «Сім чудес України». Як наслідок церква посіла шосте місце в Сумській обласній акції «Сім чудес Сумщини».

## Галерея

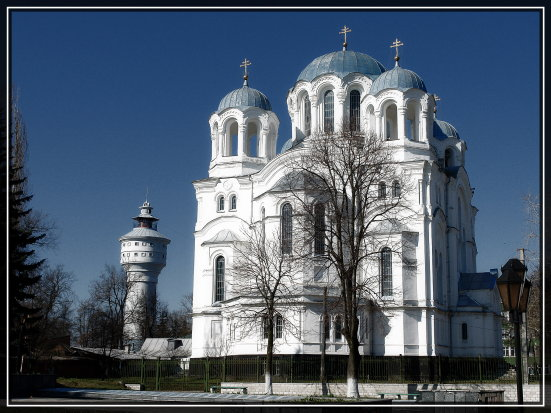
Трьох-Анастасіївська церква та водонапірна башта
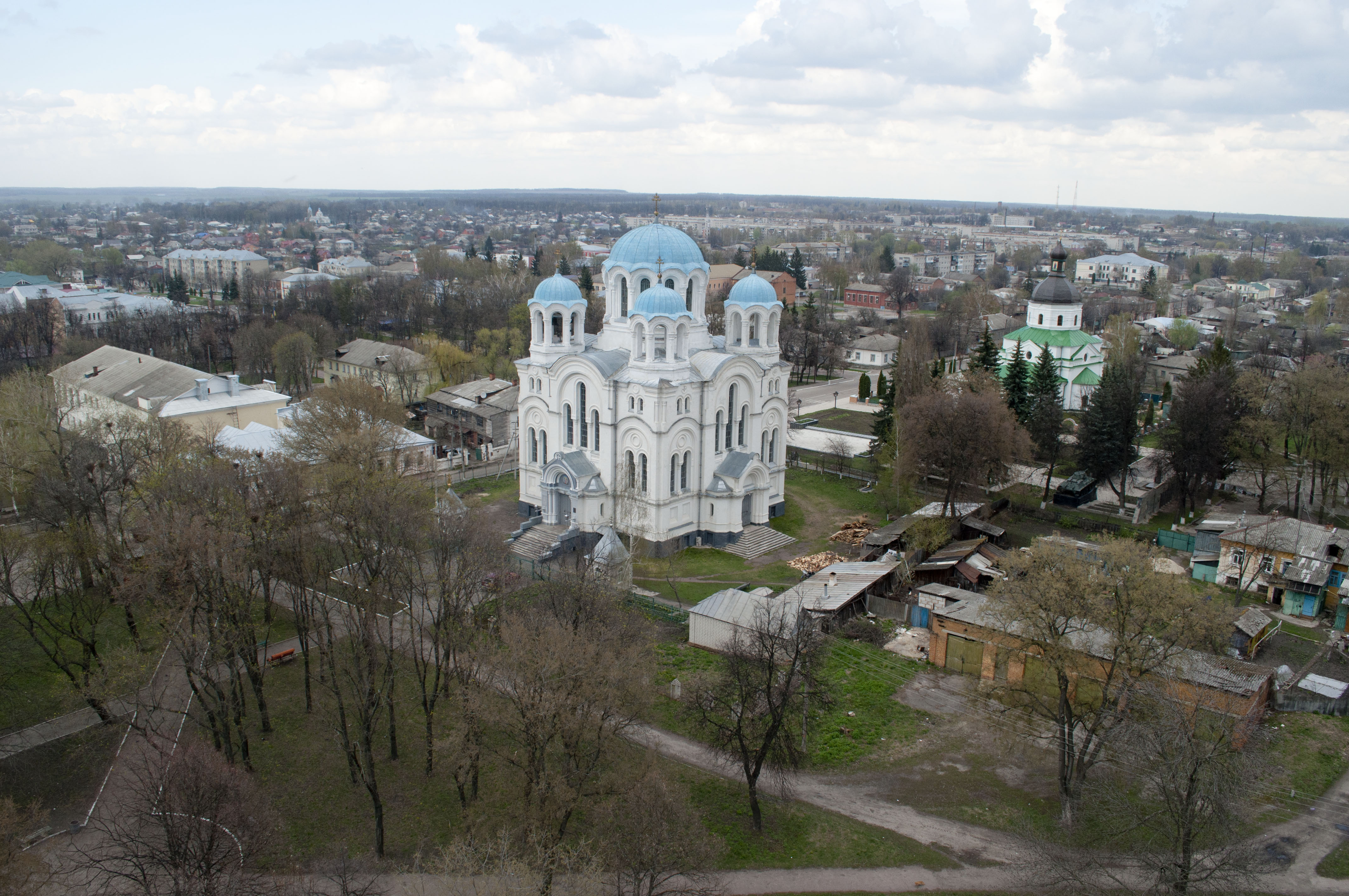
Вид зверху
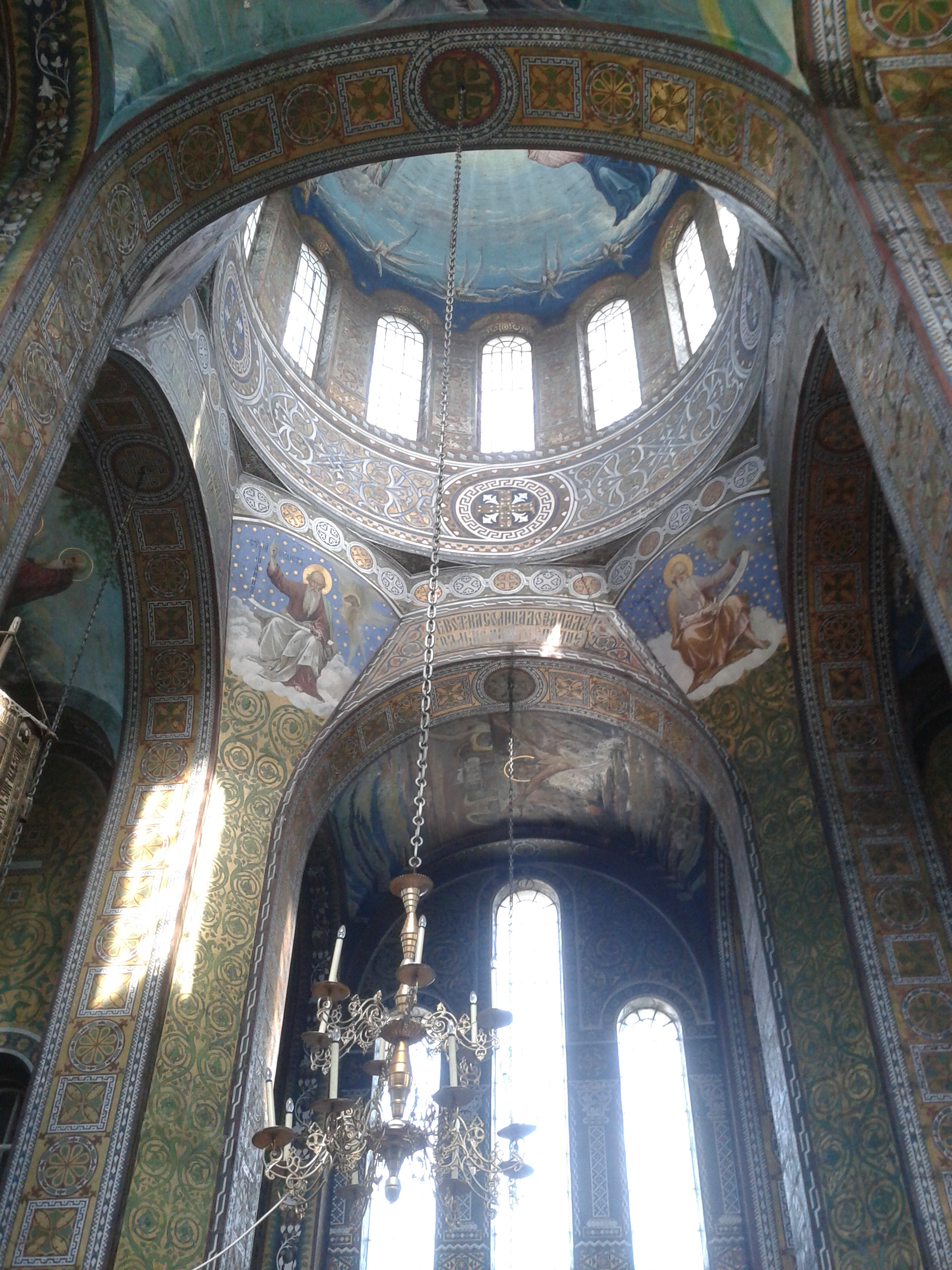
Всередині церкви
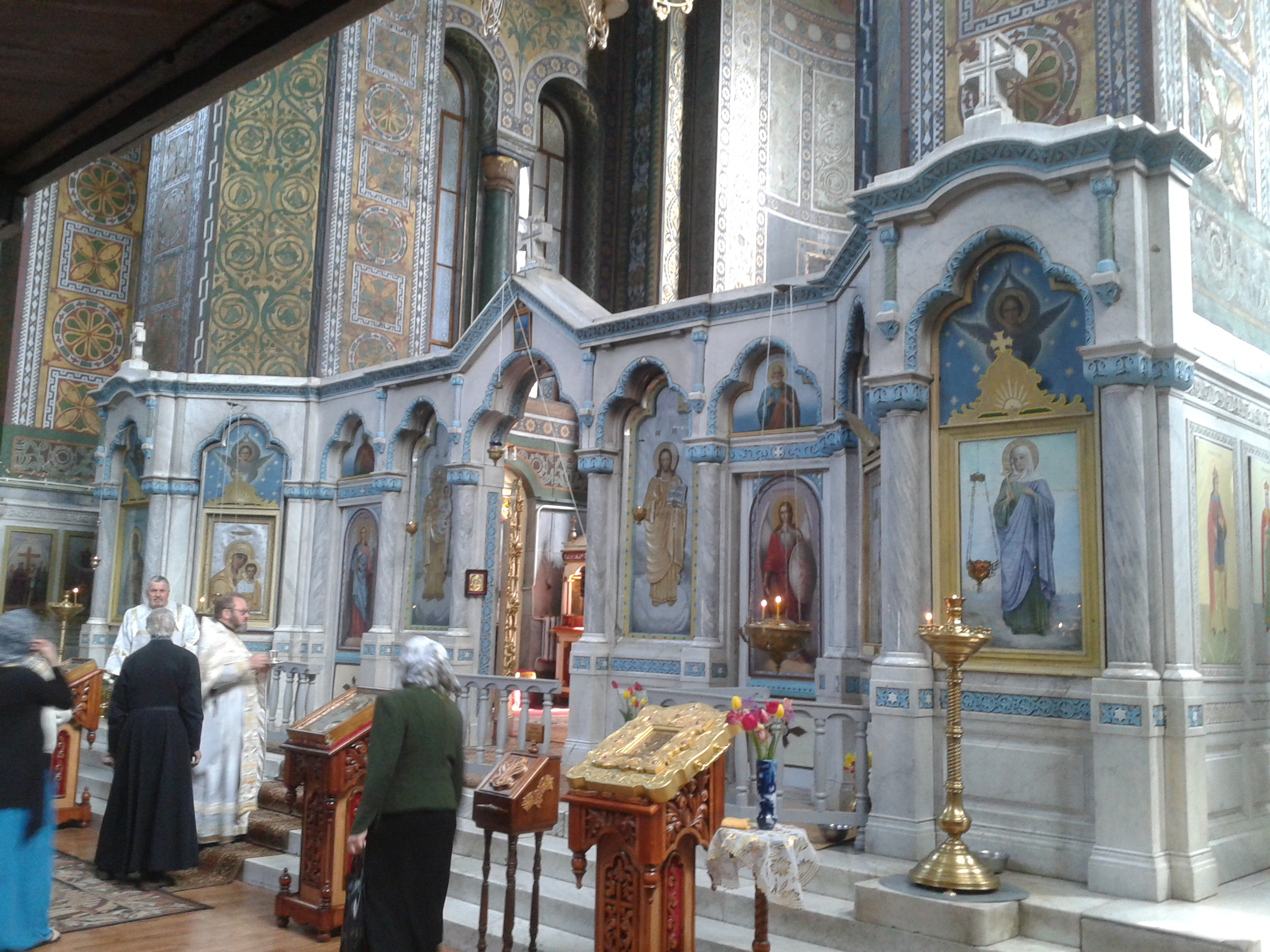
Вівтар
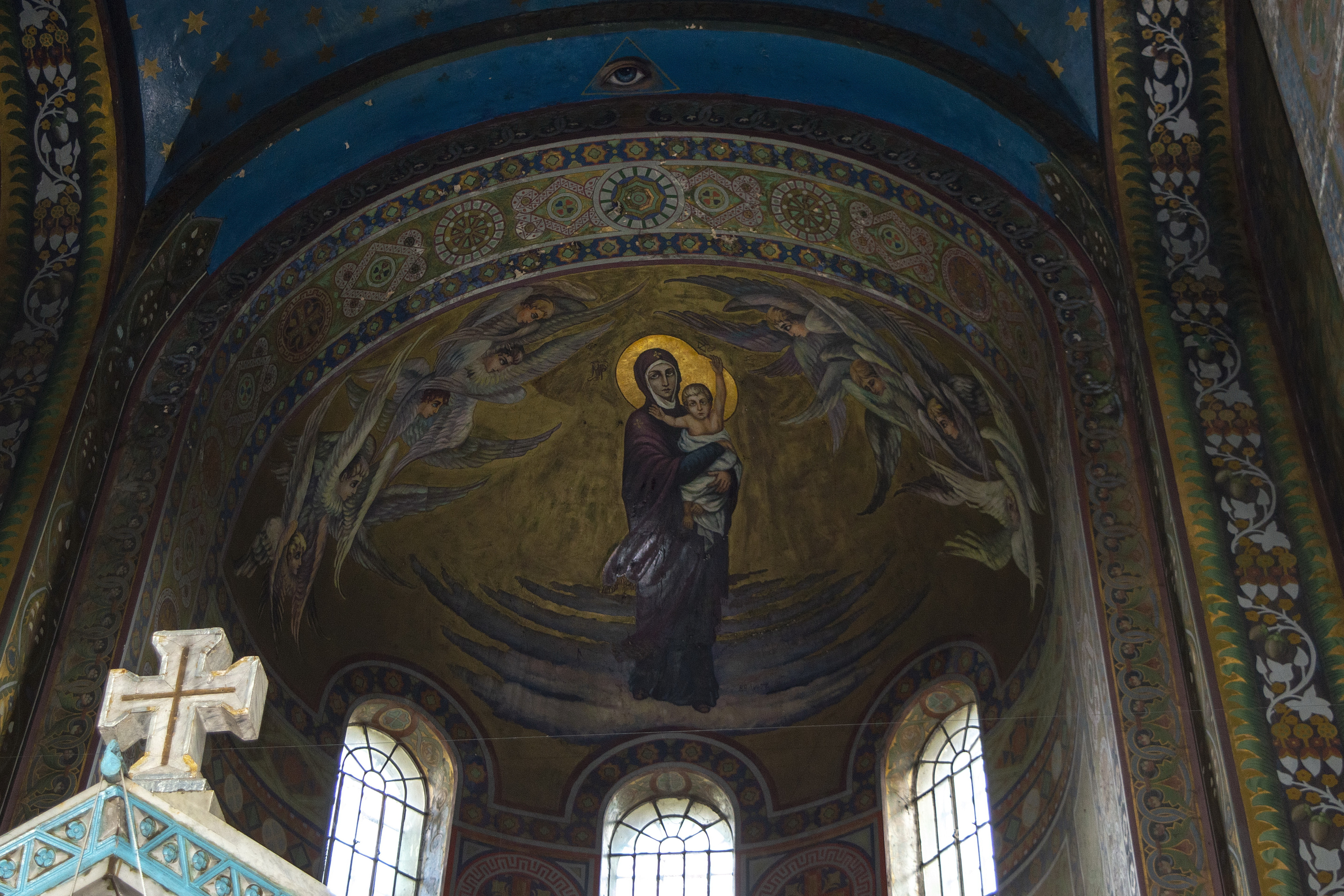
Центральна фреска церкви
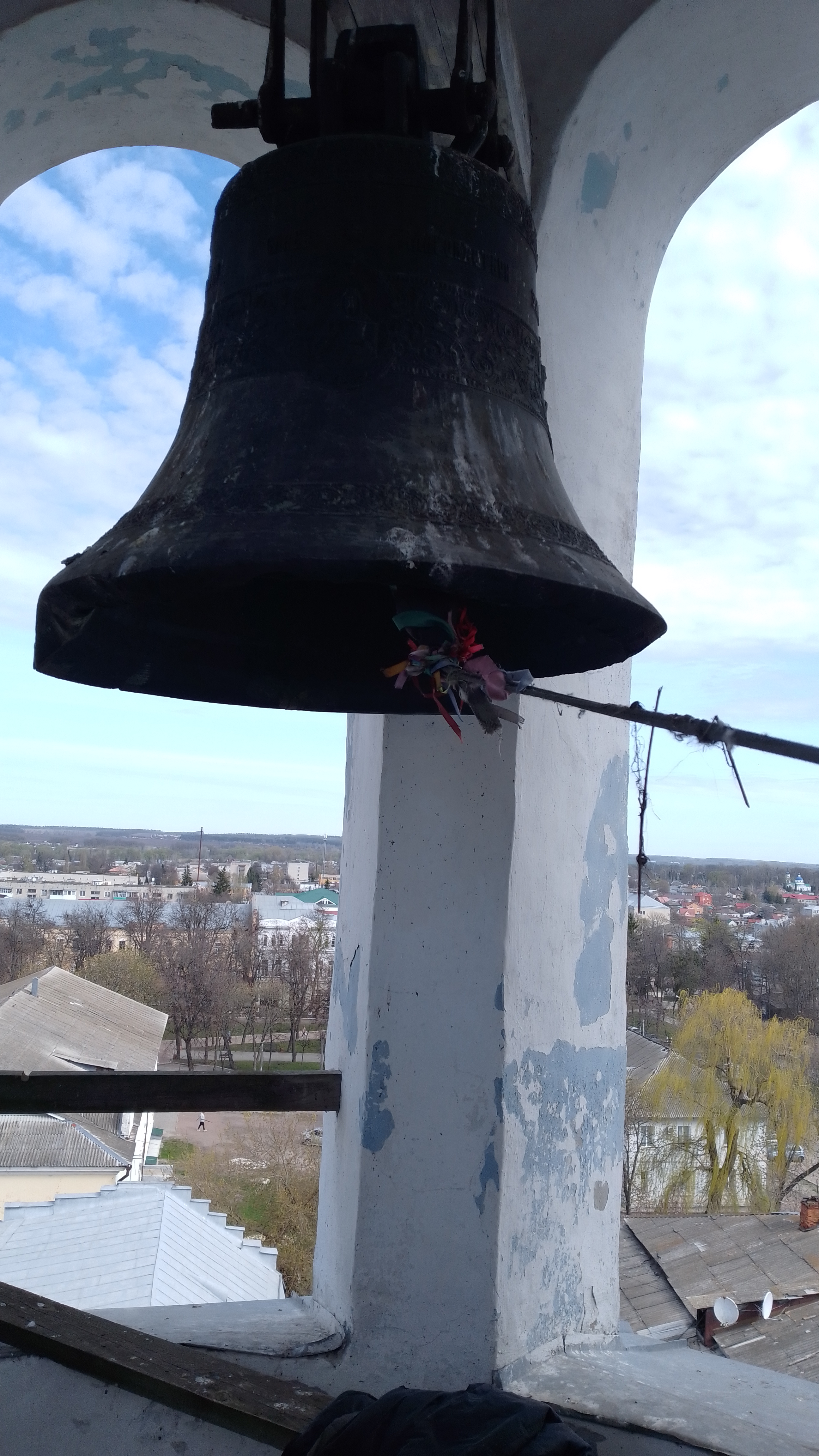
Головний дзвін
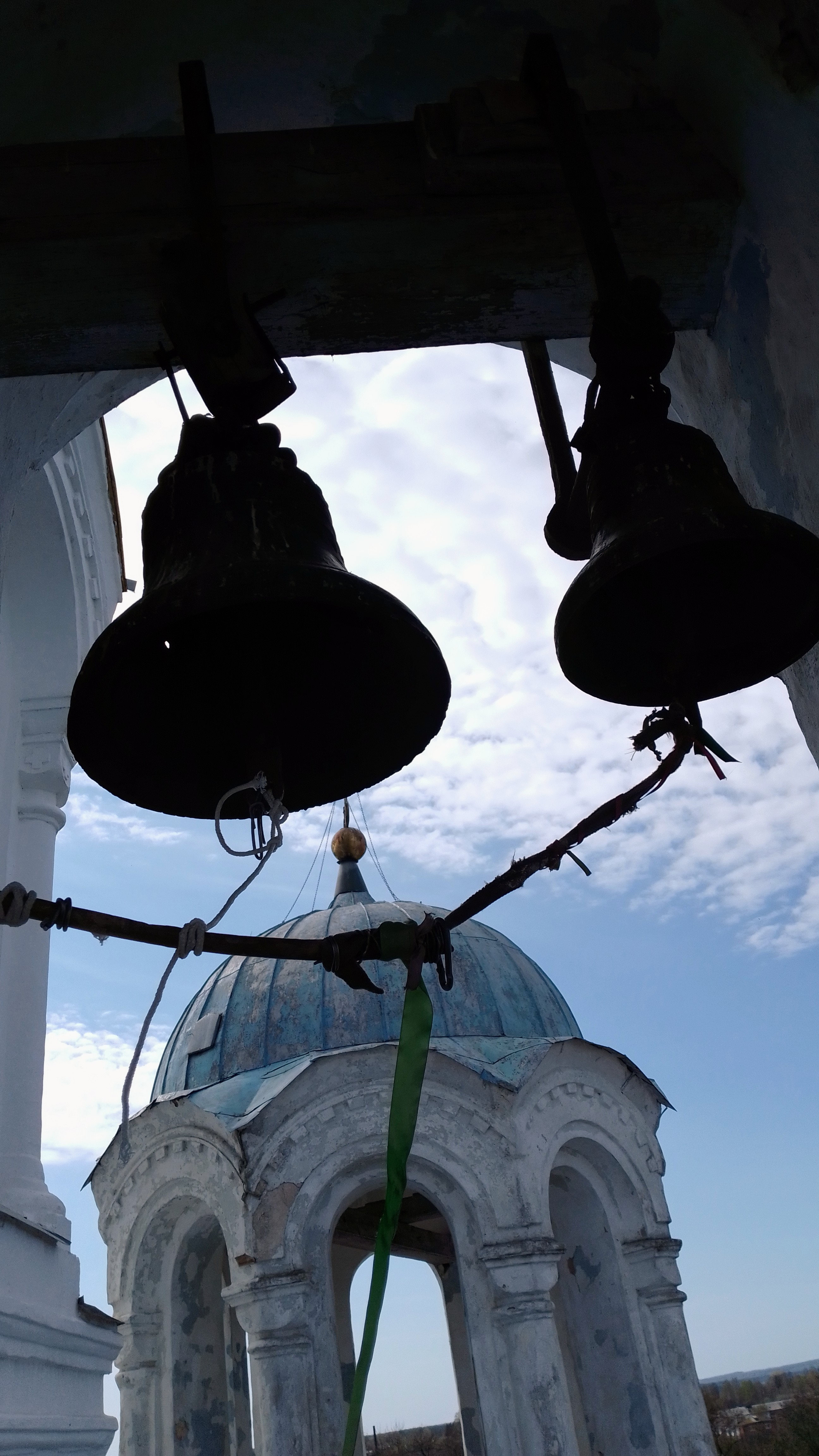
Середні дзвони
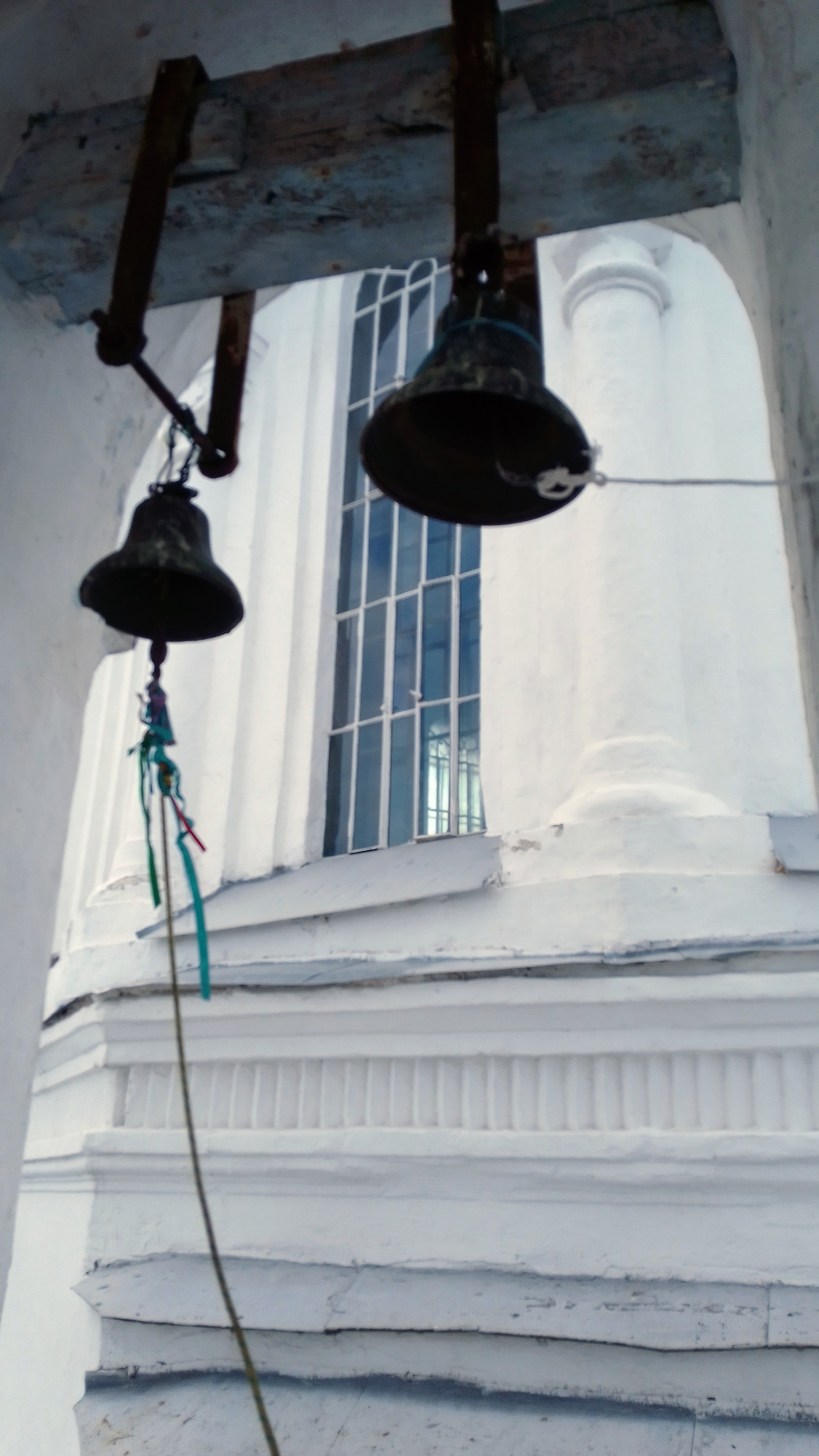
Маленькі дзвони